# Grenfell (Saskatchewan)
Grenfell is een plaats (town) in de Canadese provincie Saskatchewan en telt ca 1100 inwoners. Grenfell ligt aan de Trans-Canada Highway (hwy 1)